# Сенегал
Сенега́л (офіційна назва Респу́бліка Сенега́л, фр. le Sénégal) — країна на заході Африки на березі Атлантичного океану, межує на півночі з Мавританією, сході — з Малі, півдні — з Гвінеєю і Гвінеєю-Бісау, із трьох сторін охоплює Гамбію; площа 196 200 км²; столиця і головний порт Дакар.

## Географія

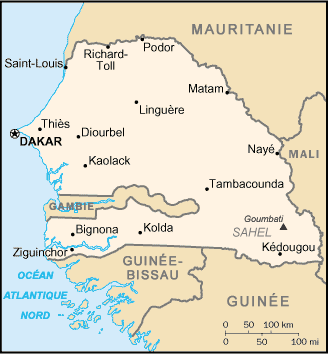
Сенегал

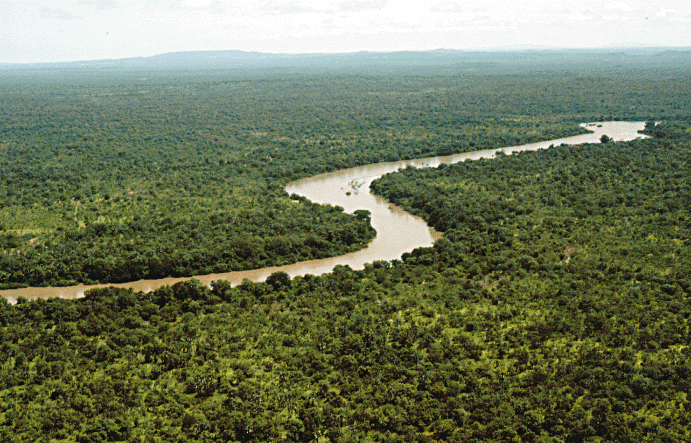
Річка Гамбія тече через національний парк Ніоколо-Коба

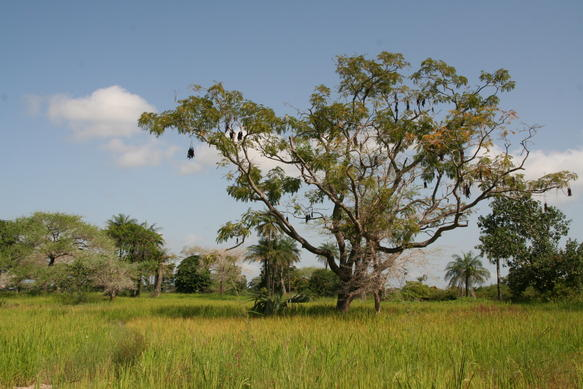
Пейзаж Казаманки

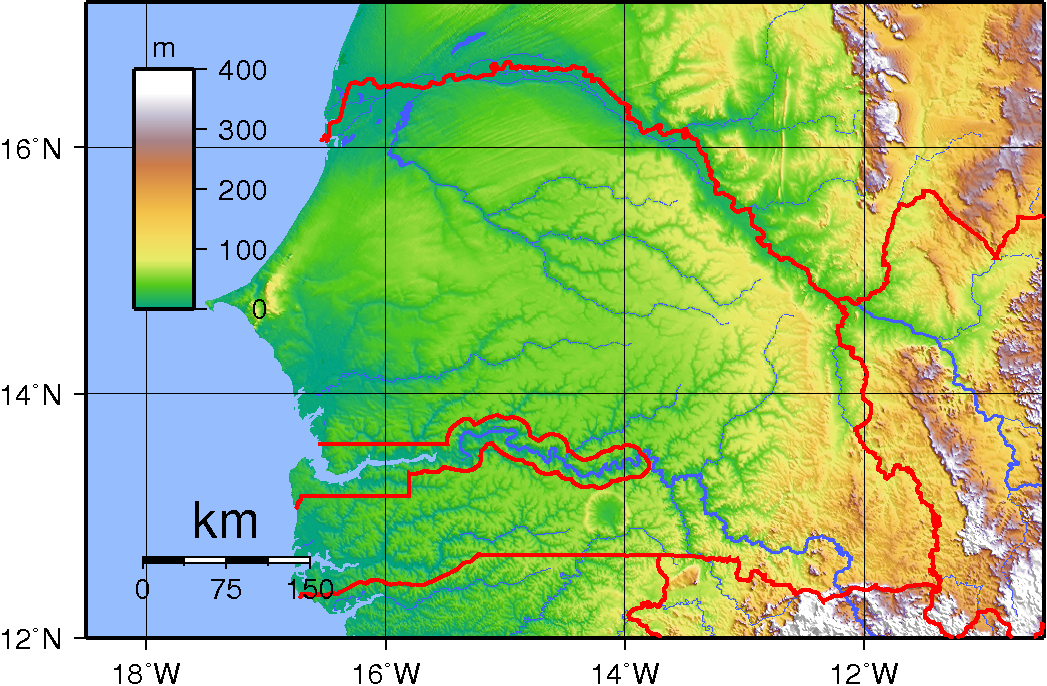
Топографічна мапа Сенегалу

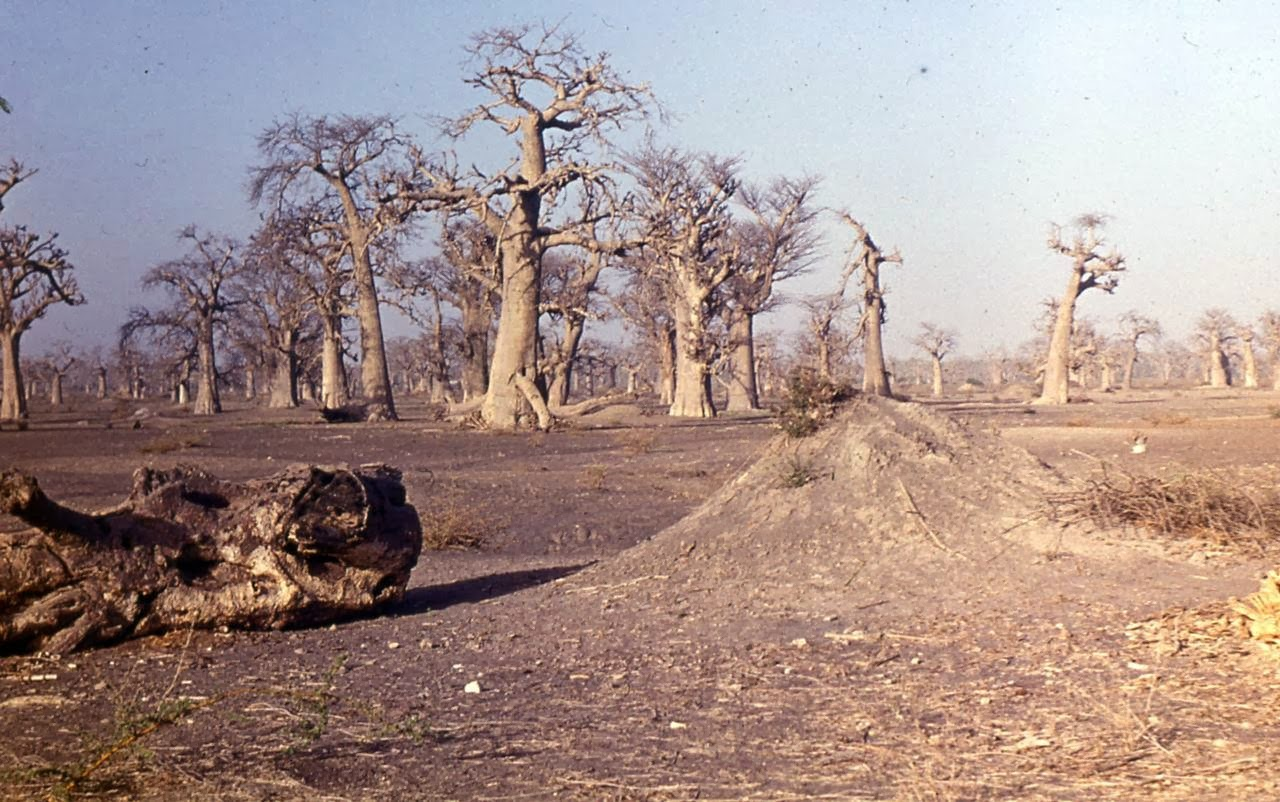
Баобабовий гай

Країна розташована в Західній Африці, територія країни простягається з півночі на південь на 480 км, а із заходу на схід — на 720 км. На півночі межує з Мавританією (спільний кордон — 815 км); на сході — з Малі (420 км); на півдні — з Гвінеєю-Бісау (340 км) і Гвінеєю (330 км). У південній частині країни долину ріки Гамбія займає напіванклав — Гамбія (загальна довжина кордону 740 км). На заході омивається водами Атлантичного океану, довжина берегової лінії 530 км.
На території Сенегалу переважають низовини, в окремих місцях височини до 500 м. Клімат субекваторіальний, на півночі — сухий; головна річка — Сенегал; на території країни переважають савани, болота і тропічний ліс на південному заході.
Сенегал розташований на заході африканського континенту. Він розташований між широтами 12° і 17° північної широти та 11° і 18° західної довготи.
Сенегал зовні обмежений Атлантичним океаном на заході, Мавританією на півночі, Малі на сході, і Гвінея та Гвінея-Бісау на півдні; внутрішньо він майже повністю оточує Гамбію, а саме на півночі, сході та півдні, окрім короткої смуги Атлантичного узбережжя Гамбії.
Сенегальський пейзаж складається головним чином на заході з прокатних піщаних рівнин Сахеля, яка підіймається до передгір'я на південному сході. Північна межа утворена річкою Сенегал, серед інших річок Гамбія та річка Казаманс. Столиця Дакар лежить на півострові Зелений Мис, західній точці континентальної Африці. Великі тварини в Сенегалі майже повністю винищені, але в саванах трапляються антилопи, а в глухих місцях ще мешкають шакали, гієни, леопарди та гепарди. Багато дрібних гризунів, птахів, плазунів, комах (зокрема муха цеце). Прибережні води багаті рибою, водяться й акули.

### Клімат
У Сенегалі тропічний клімат з приємним теплом протягом року з чітко визначеними сухим та вологим сезонами, які слідують з північно-східними зимовими та південно-західними влітку вітрами. У сухий сезон (з грудня по квітень) переважають спекотний, сухий вітер харматан. Річна кількість опадів Дакара 600 мм відбувається в період з червня по жовтень, коли максимальна температура в середньому 30 °C і мінімуми 24,2 °C; З грудня по лютий максимальні температури становлять у середньому 25,7 °C і мінімуми 18 °C.
У внутрішніх районах країни амплітуда температур вище, ніж на узбережжі (наприклад, середня денна температура в Каолаці та Тамбакунді за травень є 30 °C і 32,7 °C, відповідно, порівняно з Дакаром 23,2 °C), а рівень опадів істотно зростає з півночі на південь і перевищує 1500 мм щорічно в деяких областях.
У Тамбакунді, особливо на кордоні з Малі, де починається пустеля, температура може досягати 54 °C. Північна частина країни має спекотний пустельний клімат, центральна частина має гарячий посушливий клімат, а південна частина має перемінний тропічний вологий та сухий клімат. Сенегал переважно сонячна і суха країна.
Зміна клімату у Сенегалі матиме дуже великі наслідки у багатьох аспектах життя. Так ця зміна клімату вплине на середню температуру в Західній Африці, яка збільшиться на 1,5–4°C до середини століття, в порівнянні з 1986–2005рр. Також зміни торкнуться і на кількість опадів, які за прогнозом зменшаться. Очікується, що рівень моря у Західній Африці буде підвищуваться найшвидше, ніж в інших частинах світу. Хоча Сенегал не є основною країною по вибросам парникових газів, але є країною, що дуже чутлива до змін клімату.
Екстримальна посуха впливає на сільське господарство, у якому задіяно більше 70% населення, і викличе нестачу продовольства і робочих місць. Через підвищення рівня моря і пов'язану з цим берегову ерозію очікується нанесення шкоди прибрежній інфраструктурі, яка викличе переміщення значної часті населення, що мешкає у прибрежних районах. Зміна клімату також може посилити деградацію земель, що, ймовірно, посилить опустелювання у східній частині Сенегалу, що призведе до розширення Сахари.

## Історія
Територія Сенегалу почергово входила до складу Гани, Текруру, Малі, Імперії Волоф. Від XI ст. розпочалась ісламізація, XV ст. — проникнення європейців і торгівля невільниками. Протягом XIX ст. Сенегал був загарбаний Францією, з 1904-го — привілейована колонія Сенегал у Французькій Західний Африці.
У 1958 році — автономна республіка, а у 1960-му здобула незалежність, залишається членом французької співдружності.
1960—1980 рр. — президент Сенґор, відбувалася тісна і всебічна співпраця з Францією, Західною Європою, франкофонними африканськими державами.
1960—2000 рр. — при владі представники соціалістичної партії.
1980—2000 рр. — президент А. Діуф, який в 1981—1998 рр. намагався створити конфедерацію Сенегамбія.
У 2000 році президентом став Абдулай Вад від Демократичної партії Сенегалу. У 1980-х роках на півдні країни (в Касамансі) діяв Рух демократичних сил Касаманки, остаточне перемир'я з яким було укладено наприкінці 2004 року.

## Політична система
Сенегал за формою правління є президентською республікою, глава держави — президент. Державний устрій — унітарна держава.

### Парламент

#### Політичні партії
На парламентських виборах 24 травня 1998 року до парламенту Сенегалу пройшли такі політичні партії:
- Соціалістична партія Сенегалу — 93 місця (66 %);
- Сенегальська демократична партія — 23 місця (16 %);
- Союз демократичного оновлення — 11 місць (8 %)[4].

### Зовнішня політика

#### Українсько-сенегальські відносини
Уряд Сенегалу офіційно визнав незалежність України 2 червня 1992 року, дипломатичні відносини з Україною встановлено 25 листопада 1992 року. У Сенегалі (Дакар) діє українське посольство і консульство. Найближче посольство Сенегалу, що відає справами щодо України, розташоване в Москві (Росія).
Надзвичайний і Повноважний Посол України в Республіці Сенегал
- Пивоваров Юрій Анатолійович (з 28 квітня 2021 року)[5]

### Державна символіка
- Державний прапор
- Державний герб
- Державний гімн

## Адміністративно-територіальній поділ
В адміністративно-територіальному відношенні територія держави поділяється на: 10 регіонів.

## Збройні сили
Чисельність збройних сил у 2000 році становила 9,4 тис. військовослужбовців. Загальні витрати на армію становили 68 млн доларів США.

## Економіка
Сенегал — аграрна держава. Основу економіки Сенегалу становить вирощування і переробка арахісу, а також зернових, маніоку, бавовни. Важливу роль відіграють збирання гуміарабіку, розведення худоби, рибальство, видобуток фосфоритів. Валовий внутрішній продукт (ВВП) у 2006 році склав 21,5 млрд доларів США (110-те місце в світі); що у перерахунку на одну особу становить 1,8 тис. доларів (156-те місце у світі). Промисловість разом із будівництвом становить 27 % від ВВП держави; аграрне виробництво разом з лісовим господарством і рибальством — 18 %; сектор обслуговування — 55 % (станом на 2006 рік). Зайнятість активного населення у господарстві країни розподілено так:
- 23 % — промисловість, сектор обслуговування і будівництво;
- 77 % — аграрне, лісове і рибне господарства (станом на 2006 рік)[4].

Надходження в державний бюджет Сенегалу за 2006 рік склали 2 млрд доларів США, а витрати — 2,4 млрд; дефіцит становив 20 %.
Сенегал досягнув повного підключення до Інтернету в 1996 році, створивши міні-бум у сфері послуг, заснованих на інформаційних технологіях. Зараз приватна діяльність становить 82% ВВП країни. З іншого боку, Сенегал стикається з глибоко вкоріненими міськими проблемами хронічного високого безробіття, соціально-економічної нерівності, підліткової злочинності та наркоманії.
Сенегал є основним отримувачем міжнародної допомоги в цілях розвитку. Серед донорів - Агентство США з міжнародного розвитку (USAID), Японія, Франція та Китай. Понад 4 000 волонтерів Корпусу Миру працювали в Сенегалі з 1963 року.

### Валюта
Національною валютою країни слугує франк КФА. За 1 долар США в 2006 році давали 523 африканських франки.

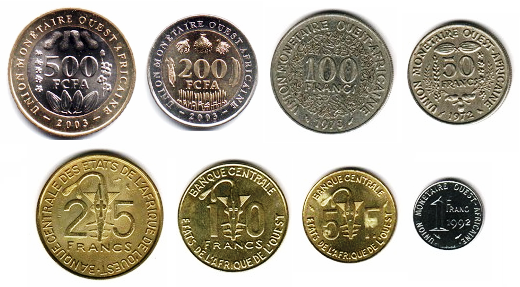
Західноафриканський франк, монети

### Промисловість
Головні галузі промисловості: харчова, текстильна, хімічна, гірнича і деревообробна.

### Енергетика
За 2004 рік було вироблено 1,5 млрд кВт·год електроенергії (експортовано 0 млн кВт·год); загальний обсяг спожитої — 1,4 млрд кВт/год (імпортовано 0 млн кВт·год).
У 2004 році споживання нафти склало 11 тис. барелів на добу, природного газу — 50 млн м³ (увесь власного видобутку).

### Агровиробництво
У сільськогосподарському обробітку перебуває 55,7 % площі держави. Головні сільськогосподарські культури: арахіс (6 місце у світі), просо, сорго, рис, бавовник, цукрова тростина.
Велике значення має морське рибальство, виловлюють 350 тис. тонн риби на рік.

### Транспорт
Головний порт — Дакар.

### Туризм
Сенегал відомий курортною зоною на узбережжі Атлантичного океану.
У 1997 році Сенегал відвідало 420 тис. іноземних туристів, що дало прибуток у 145 млн доларів США.

### Зовнішня торгівля
Основні торговельні партнери Сенегалу: Франція, Нігерія, Камерун, Італія, Малі.
Держава експортує: рибопродукти, арахіс, фосфати. Основні покупці: Франція (30 %); Італія (13 %); Малі (7 %). У 2006 році вартість експорту становила 925 млн доларів США.
Держава імпортує: продукція харчової промисловості, нафтопродукти, машини й устаткування. Основні імпортери: Франція (38 %); Камерун (8 %); Нігерія (7 %), Італія (5 %). У 2006 році вартість імпорту становила 1200 млн доларів США.

## Населення
Населення держави у 2006 році становило 12 млн осіб (69-те місце у світі). Населення Сенегалу в 1956 році становило 2,8 млн осіб; у 1970 році — 3,9 млн осіб; у 1980 році — 5,7 млн осіб. Густота населення: 52,3 осіб/км² (112 місце у світі). Згідно зі статистичними даними за 2006 рік народжуваність 32,8 ‰; смертність 9,4 ‰; природний приріст 23,4 ‰.
Вікова піраміда населення виглядає так (станом на 2006 рік):
- діти віком до 14 років — 40,8 % (2,5 млн чоловіків, 2,4 млн жінок);
- дорослі (15-64 років) — 56,1 % (3,3 млн чоловіків, 3,4 млн жінок);
- особи похилого віку (65 років і старіші) — 3,1 % (0,17 млн чоловіків, 0,20 млн жінок).

### Урбанізація
Рівень урбанізованості в 2000 році склав 45 %. Головні міста держави: Дакар (2 млн осіб разом із передмістям), Туба (430 тис. осіб), Тієс (240 тис. осіб), Рюфіск (190 тис. осіб), Каолак (170 тис. осіб).

### Етнічний склад
Головні етноси, що становлять сенегальську націю: волоф — 43,3 %, фульбе — 18 %, серер — 14,7 %, фулан, діола, мандінка. Європейців (насамперед французів) та ліванців — близько 1 %.

### Мови
Державна мова: французька. Більшість населення розмовляє мовами народів банту (волоф).

### Релігії
Головні релігії держави: іслам — 94 % населення, католицтво — 2 %, анімізм.

### Охорона здоров'я
Очікувана середня тривалість життя в 2006 році становила 59,3 року: для чоловіків — 57,7 року, для жінок — 60,9 року. Смертність немовлят до 1 року становила 52,9 ‰ (станом на 2006 рік). Населення забезпечене місцями в стаціонарах лікарень на рівні 1 ліжко-місце на 1145 жителів; лікарями — 1 лікар на 20 тисяч жителів (станом на 1996 рік). Витрати на охорону здоров'я в 1990 році склали 3,7 % від ВВП країни.
У 1993 році 51 % населення було забезпечено питною водою.

### Освіта
Рівень письменності в 2003 році становив 40,2 %: 50 % серед чоловіків, 30,7 % серед жінок. Чистий показник охоплення початковою освітою становив 69% у 2005 році.
Витрати на освіту в 1990 році склали 3,7 % від ВВП. Найбільший навчальний заклад Університет Шейха Анти Діопа в Дакарі.